# 十六铺

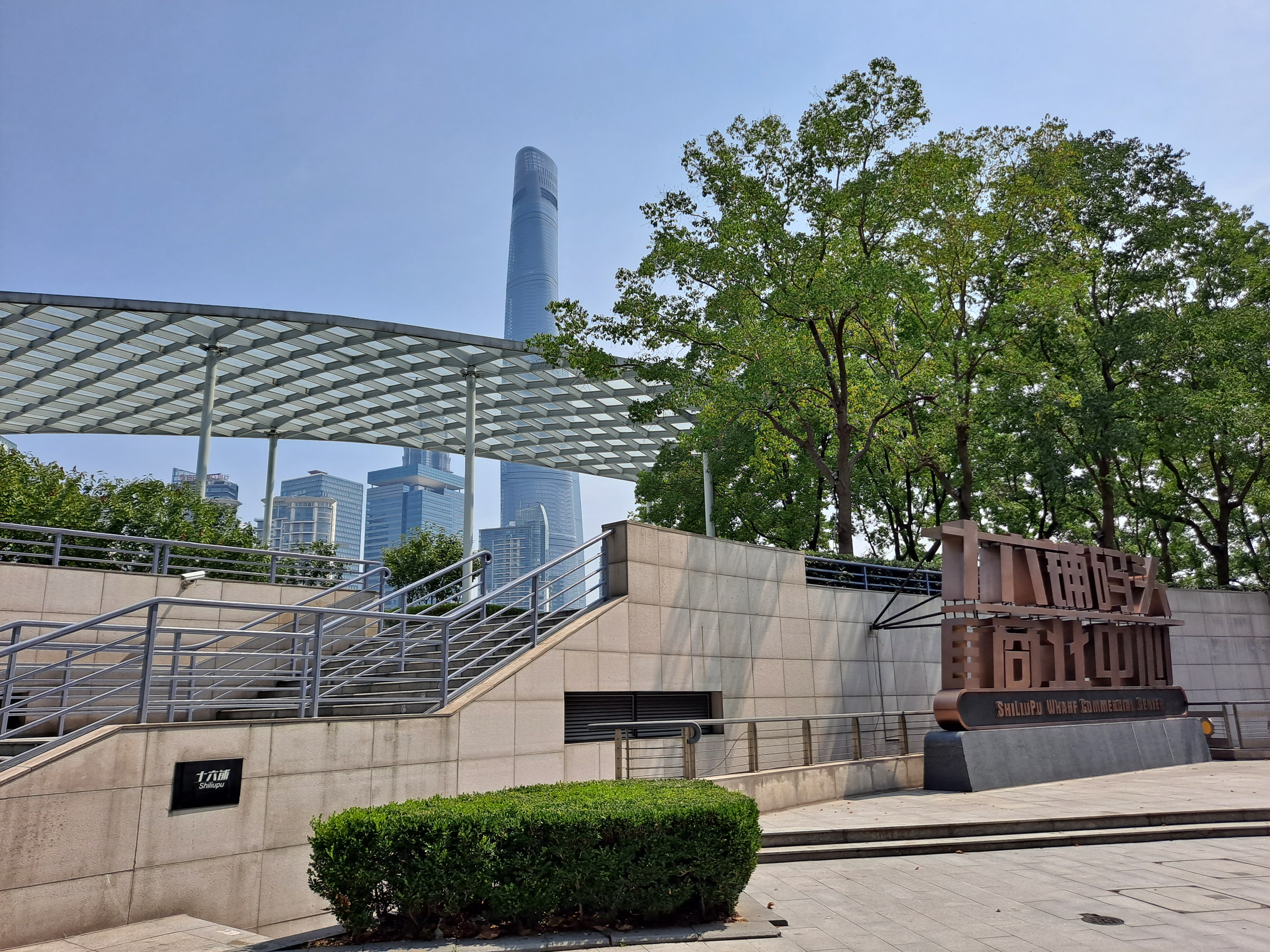
十六铺

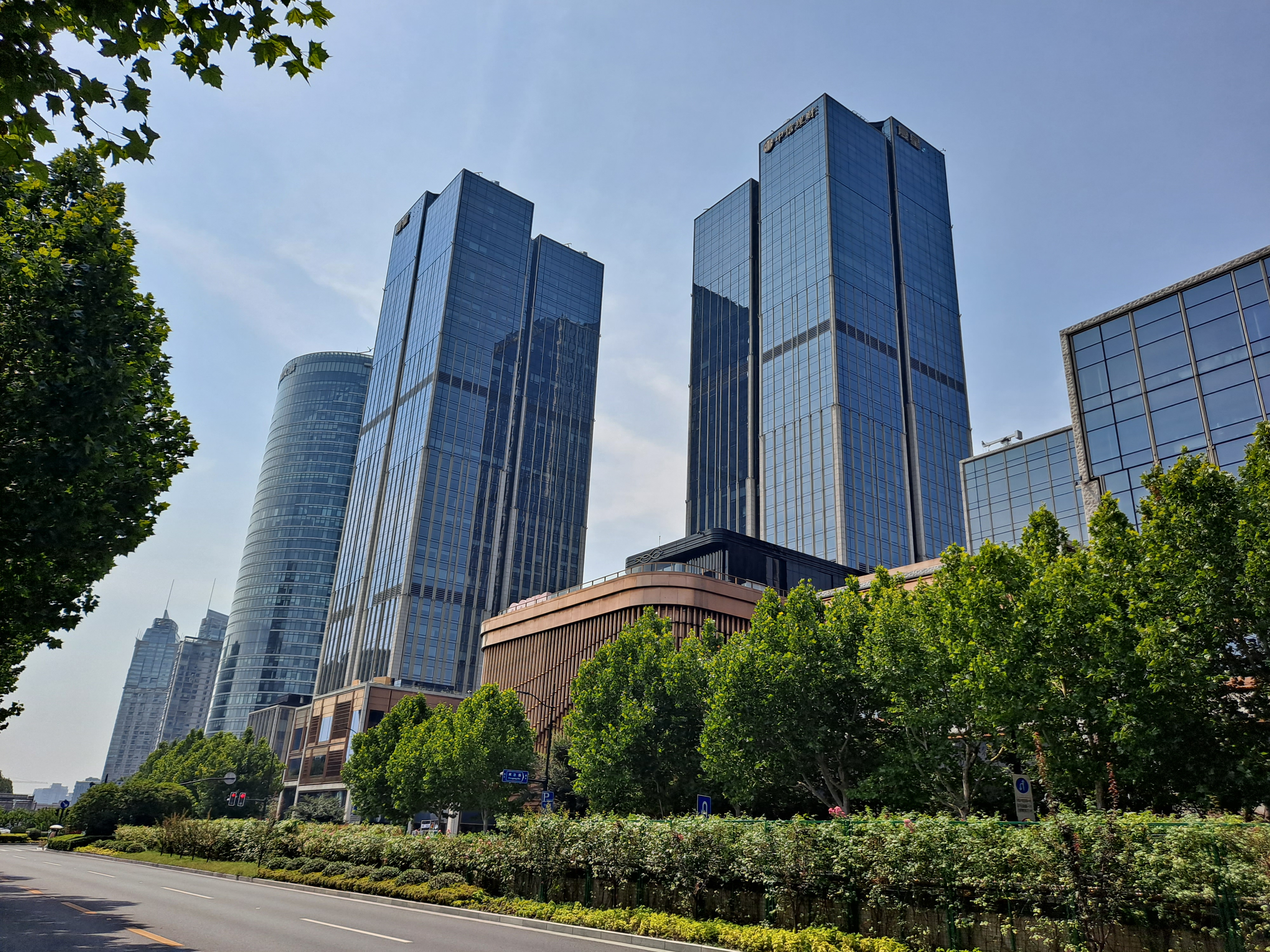
十六铺街景

十六铺是上海市的一個地方，一般是指该市黄浦区东南部黄浦江与中华路、人民路（即明清城墙）之间的区域。 

## 历史
十六铺的名称起源于晚清的1860年代，当时为了防御太平军的进攻，清朝地方官员将县城内外的商号组织起来，形成了16个“铺”，负责治安和公共事务。其中十六铺是面积最大的一个“铺”，包括县城大、小东门外，西至城濠，东至黄浦江，北至小东门大街与法租界接壤，南至万裕码头街及王家码头街的广大地域。到1909年，上海县实行地方自治，各铺即被取消名称随之消失。
十六铺所在的区域位于县城的宝带门（小东门）与黄浦江之间，在清朝嘉庆、道光年间已经形成南北沿海航运的枢纽，从这里向南直到陆家浜，停泊着数千条沙船，“帆樯如织，舳舻蔽江，装卸上下，昼夜不息。”，根据外籍人士的估算，沙船业的总资本达到750万英镑。
1843年上海开埠通商以后，十六铺地区仍然保持了重要航运中心的地位，码头林立，客流量极大，到1947年十六铺地区拥有大小48座码头。与租界地区相比，十六铺地区的商业以传统土特产和南北货见长，大宗批发业务包括豆业、糖业、海产、水果、药材等。杜月笙早年也是在十六铺鸿元盛水果行当学徒出身。在1937年以前，十六铺地区的零售业，特别是银楼业相当繁荣。淞沪会战期间，十六铺许多地方被炸为废墟，重要店铺均迁入租界。
十六铺客运码头的繁荣一直保持到1980年代。由于温州陆上交通不便，当时许多温州商人从水路取道上海转赴南北各地，十六铺码头成为“温州人的桥头堡……几乎每个闯江湖的温州人都有在这里排队买轮船票的经历。”
此后，上海港的水路客运受到公路、铁路和航空强有力的竞争，迅速衰落。十六铺客运码头沿用到2003年9月，此后剩余的少数客运线路迁移到吴淞口的上海港客运中心。2004年12月，十六铺客运码头被拆除，當地将改建成水上旅游集散中心。十六铺街区也被夷平新建。